# 히로야마다촌
히로야마다촌(広山田村)은 아키타현 미나미아키타군에 존재했던 촌이다.

## 역사
- 1889년 4월 1일 - 정촌제 시행에 수반해 히로야마다촌이 성립하였다. 이전의 촌들을 4글짜씩 합성하여 만들어졌다.
- 1941년 4월 1일 - 전 지역이 아키타시에 편입되어, 히로야마타촌은 폐지되었다. 구 4개 오아자는 아키타시의 오아자가 되었다.

## 참고문헌
- "아키타시사 제4권 근현대사 I 통사편」아키타시사 편집위원회, 아키타시, 2004년
- "카도카와 일본지명대사전 5 아키타현」